# Ржищев, Борис Григорьевич
Борис Григорьевич Ржищев (7 ноября 1946, Коломна — 6 октября 2020, Омск) — советский и российский тренер по лёгкой атлетике. Заслуженный тренер России (1992).

## Биография
Родился 7 ноября 1946 года в Коломне.
Детство провёл в городе Звенигородка. Там под руководством тренера Ивана Бардыка он начал заниматься баскетболом, входил в сборную УССР среди юношей. В возрасте 15 лет Борис переехал в Омск, где поступил в химико-механический техникум. Здесь начал заниматься лёгкой атлетикой под руководством Николая Вакулянчика. В 1966 году выполнил норматив кандидата в мастера спорта.
В 1967 году возглавил строительство плавательного бассейна ОВОКДКУ им. М. Фрунзе.
Окончил Омский государственный институт физической культуры. Некоторое время работал в строительстве легкоатлетических манежей. В 1970 году начал работать в Омском Педагогическом училище № 1 преподавателем физической культуры и тренером по лёгкой атлетике.
С 1980 года в послужном списке Ржищева стали появляться воспитанники-мастера спорта по лёгкой атлетике. Был тренером сборных команд СССР по лёгкой атлетике (1983—1984) и России (1990—1995).
С середины 1990-х годов Борис Григорьевич стал вести активную тренерскую работу со спортсменами, имеющими нарушения опорно-двигательного аппарата. Был старшим тренером сборной спортсменов-колясочников России. С 2002 года руководил Омским областным специализированным спортивным центром паралимпийской подготовки. Старший тренер Омской областной школы высшего спортивного мастерства.
За свою тренерскую карьеру Борис Григорьевич подготовил более 20 мастеров спорта. Наиболее высоких результатов среди его воспитанников добились:
- Наталия Гудкова (Клецкова) — чемпионка Паралимпийских игр 2000 года, трёхкратный призёр Паралимпийских игр (1996, 2004, 2012), чемпионка мира 1998 года[7][8],
- Евгений Гудков — серебряный призёр Паралимпийских игр 2008 года,
- Алексей Иванов — серебряный призёр Паралимпийских игр 2000 года,
- Юлия Косенкова — бронзовый призёр чемпионата Европы в помещении 2000 года, чемпионка России в помещении 2000 года[3].

Умер 6 октября 2020 года в Омске. Похоронен на Западном кладбище.

## Награды и звания
- Почётное звание «Заслуженный тренер России» (1992).
- Медаль ордена «За заслуги перед Отечеством» II степени (2002)[10].
- Медаль ордена «За заслуги перед Отечеством» I степени (2010)[11].
- Награда Правительства Омской области «За высокие достижения».
- Лауреат первой общественной премии «Слава Нации» (золотой орден I степени).
- Звание «Почётный академик Международной академии общественных наук».